# 오즈정
오즈정(일본어: 大津町)은 일본 구마모토현 중북부에 있는 기쿠치군의 정이다.
1960년대에는 일시적으로 인구가 감소했지만 이후 구마모토시의 베드타운이자 혼다 구마모토 제작소의 기업 도시로 인구가 증가하고 있다.

## 지리

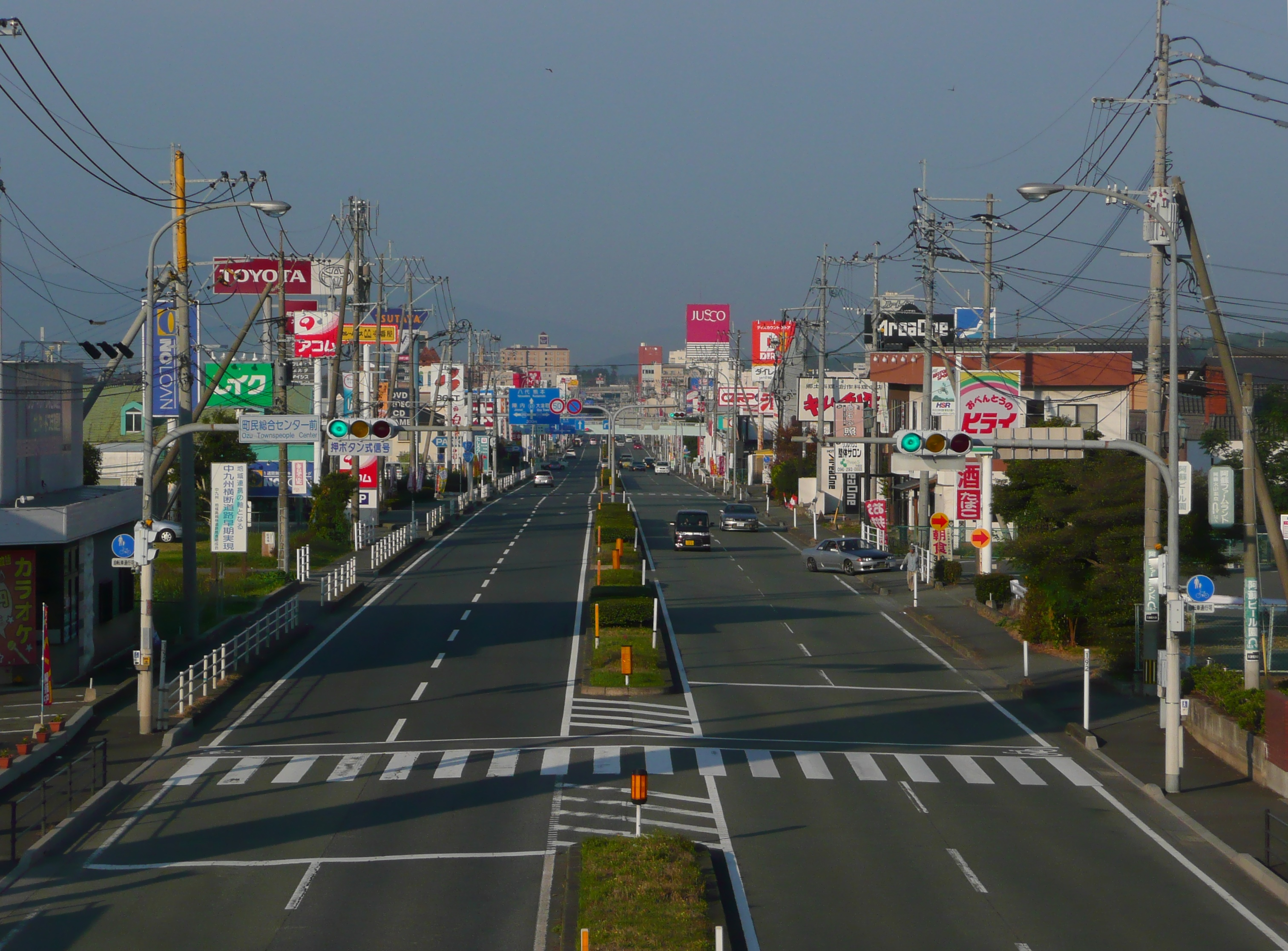
국도 57호선 오즈 우회도로

구마모토시 중심부에서 북동쪽으로 약 19km, 구마모토시와 아소산의 중간에 위치하고 구마모토 평야와 구마모토 도시권의 동단에 해당한다. 정역 동부는 아소 외륜산에 해당한다. 남부를 시라카와강이 서쪽으로 흐른다.
규슈 횡단 루트인 호히 본선과 국도 57호선이 동서로 가로지르고 있어 관광 시즌에는 아소 방면으로 정체가 발생하는 등 교외에 위치하면서도 교통량은 비교적 많다. 중심 시가지는 정 서부에 있고 특히 국도 57호선 오즈 우회도로를 따라 상업 시설이 집적하고 있다. 대조적으로 시가지에서 벗어난 지역에는 논밭과 삼림이 펼쳐진 풍경을 볼 수 있다.
연 강수량은 2,000mm를 웃돌기도 하고 1,000mm를 밑돌기도 하는 등 변동성이 크다. 연평균 기온은 15°C에서 17°C의 사이를 오르내린다.

### 인접한 자치체
- 기쿠치시
- 아소시
- 고시시
- 기쿠치군 기쿠요정
- 가미마시키군 마시키정
- 아소군 니시하라촌·미나미아소촌

## 역사
- 1889년 4월 1일 - 정촌제 시행으로 고시군 오즈정이 성립하였다.
- 1896년 4월 1일 - 군구정촌 편제법 시행으로 고시군을 기쿠치군에 편입하였다.
- 1956년 8월 1일 - 오츠정을 포함한 3정 3촌이 합병해 새로운 오즈정이 성립하였다.

## 경제
2004년도 정내 총생산은 1,991억 엔이었다. 1차 산업은 대부분이 농업이며 종사자는 10%를 넘지만 경지 면적과 농가 호수는 감소 경향에 있다. 2차 산업은 시즈오카현 하마마쓰시와 함께 혼다의 일본 내 오토바이 생산 거점이 이곳에 있어 제조업 전체의 생산액수는 1,000억 엔 이상(정내 총생산의 60%)이며 정내 산업의 중추를 담당하고 있다. 3차 산업은 상업이 국도 57호선 우회도로를 따라 점포를 중심으로 번성하고 있다.

## 교통

### 철도
- 규슈 여객철도 호히 본선

### 도로
- 국도 57호선
- 국도 325호선
- 국도 443호선